# Liste des vicaires apostoliques du Nouveau-Mexique
Liste des vicaires apostoliques du Nouveau-Mexique
Le vicariat apostolique du Nouveau-Mexique est créé le 23 juillet 1850.
Il est supprimé le 29 juillet 1853.

## Est vicaire apostolique
- 23 juillet 1850-29 juillet 1853 : John Lamy (John Baptist Lamy)

## Sources
- L'Annuaire Pontifical, sur le site http://www.catholic-hierarchy.org, à la page